# 馬高·莫達
馬高·莫達（義大利語：Marco Motta，1986年5月14日—），意大利足球運動員，擔任右後衛，現時效力西班牙足球乙级联赛球會阿爾梅里亞。

## 生涯

### 生涯初期
馬高·莫達的足球事業始於亞特蘭大足球俱樂部，後來因球會降級，在2005/06賽季把他的一半擁有權售與烏甸尼斯，至2007年烏甸尼斯才擁有他全部的擁有權。2007年7月28日，拖連奴借用馬高·莫達一個賽季。

### 轉捩點——羅馬
2009年2月1日，馬高·莫達被外借至首都球會羅馬隊。在正選後衛施仙奴因膝蓋韌帶重傷時，他成為隊中的正選右後衛，莫達的表現亦漸入佳境。他的好表現最後更吸引意大行國家隊教練納比的注意，成為國家隊的一員，更被譽為意大利鋼鐵防線的接班人。
2010年7月，祖雲達斯官方宣佈從烏甸尼斯在先借後購，第一年的借用費為125萬歐元，2011年6月再以375萬歐元買斷。
莫塔參加了2009年在瑞典舉辦的歐青賽，并且是意大利隊的隊長。

## 有趣資料
莫達的偶像是AC米蘭名後衛——保羅·馬甸尼。

## 外部連結
- 意大利足協官方網頁 馬高·莫達數據 （页面存档备份，存于） （意大利文）